# Фовилль, Ашиль
Ашиль Фовилль (1799 — 22 июня 1878) — французский невропатолог и психиатр.

## Биография
Ашиль Фовилль родился в Понтуазе, в 1824 году получил степень доктора медицины. Впоследствии стал главным врачом психиатрической больницы Санкт-Йон в Руане, оставаясь на этой должности до 1833 года, когда из-за плохого состояния здоровья вынужден был уйти в отставку; за это время опубликовал несколько научных работ. 
Несколько лет провёл в путешествиях по Америке и Африке, затем вернулся во Францию и поселился в Париже. В 1840 году стал профессором в Шарантоне. После революции 1848 году был вынужден покинуть Шарентон и открыл частную практику по излечению психических расстройств в Париже (Фовилль с молодости придерживался тезиса о том, что психические заболевания излечимы). Вышел в отставку в 1868 году, после чего переехал в Тулузу, где прожил до конца жизни.
Ему принадлежат многочисленные работы по физиологии и патологии мозга, написанные преимущественно в 30—40-х годах XIX века, имевшие для своего времени крупное значение. В частности, он первым описал так называемые «терминальные стрии» мозга.